# Sterrenburg (Dordrecht)
Sterrenburg is een stadswijk in het zuiden van de stad Dordrecht, in de Nederlandse provincie Zuid-Holland. De wijk werd voor het overgrote deel in de jaren zestig en zeventig gebouwd en vertoont duidelijk de kenmerken van de op dat moment heersende trends in de woningbouw. Sterrenburg wordt vanwege zijn grootte verdeeld in drie stukken: Sterrenburg I, II en III. De nummering is chronologisch.
In Sterrenburg I treft men nog veel hoogbouw aan, terwijl in Sterrenburg II en III de laagbouw zeer overheersend is. Hier liggen veel woonerven met soms opmerkelijke bebouwing en stratenpatronen. Ook vind je hier vooral gezinswoningen terwijl in Sterrenburg I het voornamelijk flats zijn. In Sterrenburg I en II zijn de straten vernoemd naar astronomen, hemellichamen en sterrenbeelden, in Sterrenburg III heten ze naar kastelen en burchten.
De bouw van de wijkdelen II en III kon pas op gang komen na de annexatie door de gemeente Dordrecht van Dubbeldam. In deze twee wijken wonen vooral gezinnen. Je ziet er veel kinderen en dan dus ook veel speelvelden. Groener is het beslist ook. In de wijk staat ook de J. Polyanderschool.
Sterrenburg III was in maart 2010 landelijk in het nieuws vanwege de moord op Milly Boele, welke daar plaatsvond.
In Sterrenburg bevinden zich verschillende sportparken en -clubs. Aan de oostkant van de wijk ligt het grote Sportpark Schenkeldijk waar onder meer voetbalclubs EBOH en VV Dubbeldam zijn gevestigd. Aan de Smitsweg, aan de westkant van Sterrenburg III, ligt Sportpark Smitsweg waar voetbalclub VV Wieldrecht gevestigd is.